# St. Katharina (Zakrze)

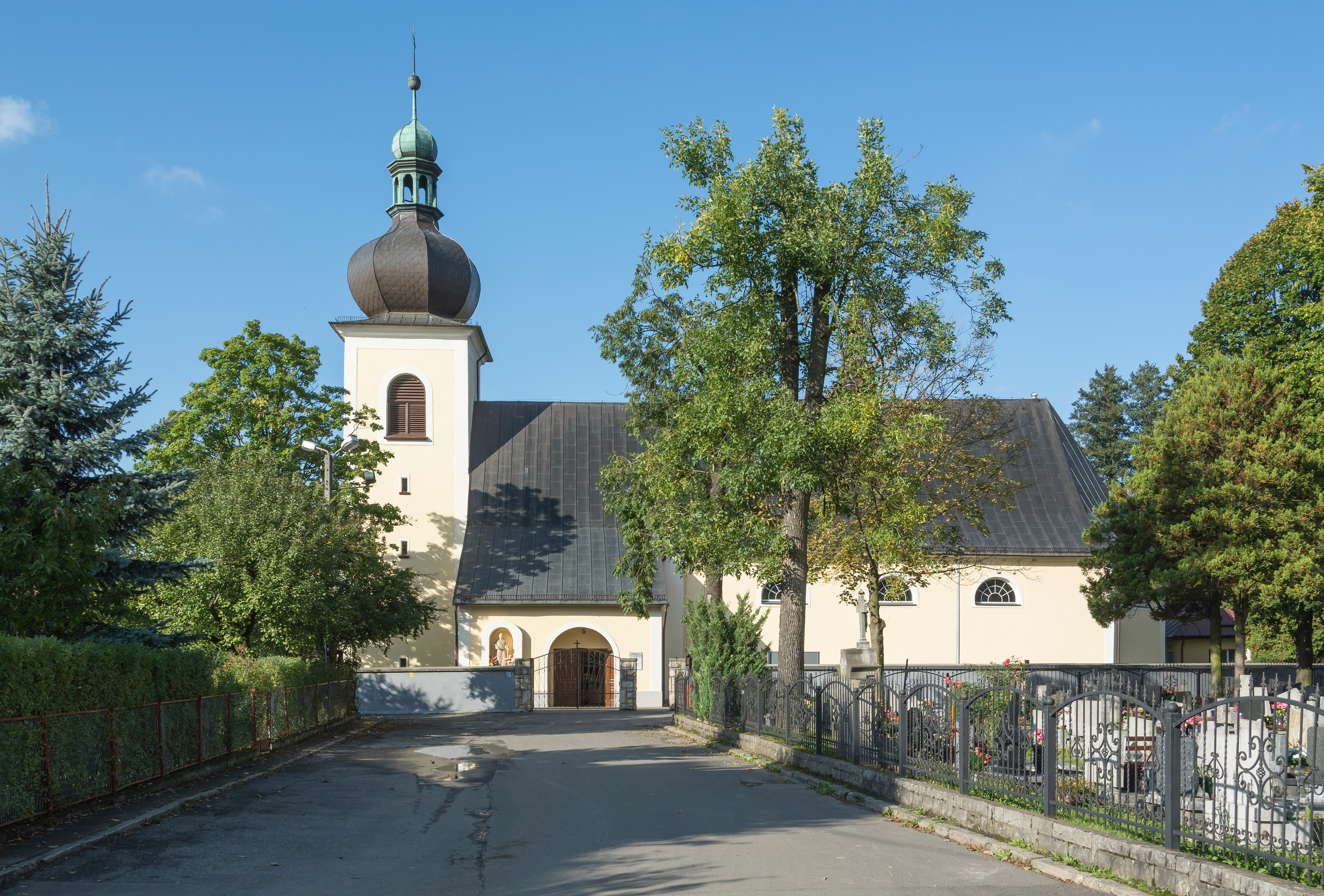

Die römisch-katholische Kirche St. Katharina (polnisch Kościół św. Katarzyny) in Zakrze (Sackisch), einem Ortsteil von Kudowa-Zdrój (deutsch: Bad Kudowa) gehört zum Powiat Kłodzki in der Woiwodschaft Niederschlesien in Polen.

## Geschichte
Zunächst hatte der Ort wohl eine Holzkirche. Die Backsteinkirche wurde 1679 als bescheiden gestaltete Filialkirche gebaut. Bereits 1679 wurde möglicherweise ein freistehender Glockenturm neben der Kirche errichtet. Die frühbarocke Zwiebelhaube des Turms stammt von 1725. In der zweiten Hälfte des 18. Jahrhunderts wurde im Kirchenschiff eine neue Chorempore errichtet, wie es für die ländliche Sakralarchitektur des Glatzer Landes typisch ist. Die Empore hat eine marmornen Balustrade im Stil des Spätbarock. Gegen Ende des 18. Jahrhunderts oder im ersten Viertel des 19. Jahrhunderts wurde die Kirche zu einer Hallenkirche umgebaut und erhielt das heute erhaltene Tonnengewölbe. Wahrscheinlich wurde sie auch von Norden her um einen zweistöckigen Anbau erweitert, der im Erdgeschoss eine neue Sakristei und im ersten Stock eine Patronatsloge beherbergte. Nach der Eingemeindung von Sackisch nach Kudowa 1946 wurde St. Katharina zur Pfarrkirche erhoben. 1997 wurde die Decke von Zbigniew Mill bemalt. Im Jahre 2003 erfolgte eine umfassende Renovierung.

## Bauwerk
Die einschiffige Kirche auf rechteckigem Grundriss weist einen dreiseitig abgeschlossenen Chor und einen ersichtlich neueren westlichen des Kirchenschiffs auf, der an den Turm angebaut wurde. Von Norden ist der zweistöckige Anbau mit Sakristei und Patronatsloge an den Kirchenkörper angebaut. Die Fassaden des älteren Teils des Gebäudes und des Turms sind mit einem profilierten Gesims versehen. Die Kirchenausstattung besteht aus: Hauptaltar (früher Neoklassizismus mit spätbarocken Elementen, 1. Viertel des 19. Jahrhunderts), Kanzel (Barock, Ende des 17. Jahrhunderts) und Orgel (neoklassizistisch, um die Mitte des 19. Jahrhunderts).